# Mito Isaka
Mito Isaka (井坂 美都 Isaka Mito?,  nacido el 25 de enero de 1976 en Saitama) es una exfutbolista japonesa que jugaba como delantero.
Isaka jugó 46 veces y marcó 15 goles para la selección femenina de fútbol de Japón entre 1997 y 2002. Isaka fue elegida para integrar la selección nacional de Japón para los Copa Mundial Femenina de Fútbol de 1999.

## Trayectoria

### Clubes
| Club            | País  | Año  |
| --------------- | ----- | ---- |
| Iga FC Kunoichi | Japón | ???? |

### Selección nacional
| Selección | País  | Año         |
| --------- | ----- | ----------- |
| Absoluta  | Japón | 1997 - 2002 |

## Estadística de equipo nacional
| Selección femenina de fútbol de Japón | Selección femenina de fútbol de Japón | Selección femenina de fútbol de Japón |
| Año                                   | Partidos                              | Goles                                 |
| ------------------------------------- | ------------------------------------- | ------------------------------------- |
| 1997                                  | 1                                     | 0                                     |
| 1998                                  | 6                                     | 3                                     |
| 1999                                  | 14                                    | 5                                     |
| 2000                                  | 5                                     | 0                                     |
| 2001                                  | 11                                    | 7                                     |
| 2002                                  | 9                                     | 0                                     |
| Total                                 | 46                                    | 15                                    |